# L'errore di Cartesio
(Antonio Damasio, L'errore di Cartesio)
L'errore di Cartesio: Emozione, ragione e cervello umano (Descartes' Error: Emotion, Reason, and the Human Brain) è un libro del neurologo Antonio Damasio edito nel 1994.
Damasio considera un grande errore filosofico di Cartesio l'aver ritenuto separati corpo e mente, ovvero che la fisicità materiale del corpo possa esistere separata dal ragionamento e dal giudizio morale della mente, che si riflette nel suo enunciato "cogito ergo sum"; questi presupposti filosofici, secondo l'autore non validi, sono ancora riscontrabili sia nell'insegnamento, sia nella successiva pratica medica odierna.

## Relazione tra specifiche lesioni cerebrali e cambiamenti della personalità
Damasio esplora l'essenziale valore cognitivo del sentimento, contro la drastica separazione tra emozione e intelletto introdotta da Cartesio, prendendo spunto dal celebre caso di Phineas Gage. Nell'estate del 1848 il venticinquenne Gage, caposquadra di un'impresa di costruzione, subì un grave incidente sul lavoro. A seguito di una violenta esplosione, i compagni assistettero a una scena surreale. Una barra di ferro lunga 110 cm e pesante 6 kg penetrò nella guancia sinistra del giovane, forando la base della scatola cranica, attraversando la parte frontale del cervello e fuoriuscendo rapida dalla sommità della testa. Contro ogni previsione Gage non rimase ucciso, sarà anzi lui stesso, dopo poche ore, a rispondere alle domande del giovane medico Edward Williams sulle circostanze dell'accaduto.
John Harlow, il medico che seguì direttamente il caso di Gage, osservò come la lesione da lui riportata in corrispondenza di quella che lo stesso medico denominò corteccia cerebrale prefrontale, potesse essere collegata al suo repentino cambiamento di personalità. Da uomo equilibrato, cortese, abile e avveduto negli affari, Gage divenne bizzarro, insolente, incapace di prendere decisioni vantaggiose per se stesso o di pianificare il proprio futuro come essere sociale. Con l'analisi di altri casi clinici storici Damasio osserva come lesioni a diversi siti cerebrali specifici possano condurre a simili alterazioni nel campo della ragione e del sentimento, suggerendo l'interazione “dei sistemi sottesi dai normali processi dell'emozione, del sentimento, del ragionare e del decidere.” Pazienti affetti da anosognosia, per via della lesione di un gruppo selezionato di cortecce cerebrali del lato destro (cortecce somatosensitive), mostrano reazioni molto simili a quelle di una lesione prefrontale. Comune è l'incapacità di prendere decisioni per se stessi, l'imperturbabile distacco rispetto al proprio stato o l'insolita resistenza al dolore. In conclusione, settori circoscritti del cervello, ovvero cortecce prefrontali ventromediane, amigdala e cortecce somatosensitive dell'emisfero destro (una cui lesione può però condurre a difetti più ampi in grado di compromettere altre attività dell'intelletto), sarebbero tutte coinvolte nei processi di ragionamento, decisione ed elaborazione delle emozioni.
"Il suo carattere, i suoi gusti, i suoi sogni, le sue aspirazioni: tutti cambieranno. Il corpo di Gage può essere ben vivo e vegeto, ma c'è un nuovo spirito che lo anima."

## L'insieme mente-cervello
L'autore definisce il complesso mente-cervello come organismo indissolubile. Esso interagisce con l'ambiente generando risposte esterne (comportamento) e risposte interne, che in parte costituiscono immagini. Secondo Damasio sarebbero proprio tali immagini a costituire la base della mente, la cui presenza dovrà soddisfare una condizione essenziale: “la capacità di dispiegare le immagini internamente e di ordinarle in un processo chiamato pensiero.” La conoscenza fattuale necessaria per ragionare e decidere viene alla mente sotto forma di immagini. Le immagini sono basate sulle rappresentazioni neurali organizzate topograficamente e avvenenti nelle cortecce somatosensitive di ordine inferiore. Il pensiero stesso si costituisce di immagini e anche le parole e i simboli arbitrari sono basati su rappresentazioni topograficamente organizzate che potranno divenire immagini. "In massima parte, le parole che usiamo nel nostro discorso interno, prima di pronunciare o di scrivere una frase, esistono nella nostra coscienza come immagini visive o uditive; se non divenissero (per quanto fugacemente) immagini, non sarebbero alcunché di conoscibile."

## Emozioni e sentimenti
Intendendo l'emozione come una serie di cambiamenti di uno stato corporeo corrispondenti ad uno specifico sistema cerebrale attivato da immagini mentali, il sentimento secondo Damasio si definisce come il sentire un'emozione.
L'autore individua una varietà di sentimenti che avrebbe preceduto evolutivamente gli altri: i sentimenti di fondo. Essi originano da stati corporei e non da stati emotivi, dallo stato corporeo che prevale tra le emozioni. Il sentimento di fondo corrisponde all'immagine che un individuo ha del proprio corpo quando questo non è agitato dalle emozioni. Damasio afferma dunque che senza sentimenti di fondo sarebbe il nucleo stesso della rappresentazione del sé ad essere infranto. Un'estesa perdita o modificazione del senso complessivo dello stato corporeo, la conseguente riduzione della propria rappresentazione emotiva, sarà quindi ciò che accadrà nel caso dell'anosognosia. Il paziente anosognosico, senza la possibilità di valersi di input corporei attuali, non riuscirà ad aggiornare la rappresentazione del proprio corpo e a rendersi conto o meglio a ricordare il proprio nuovo stato patologico.

## L'ipotesi del marcatore somatico
Dinanzi a un campo di possibili decisioni, l'esito negativo relativo ad una di esse potrà produrre un'automatica sensazione spiacevole, somatica e spesso viscerale, ad esempio un nodo allo stomaco, che contrassegnerà un'immagine: questa sensazione fisica è il marcatore somatico. La teoria di Damasio stabilisce che ruolo del marcatore somatico sia quello di forzare l'attenzione sull'esito negativo al quale può condurre una certa azione, agendo come un segnale automatico d'allarme e restringendo notevolmente la gamma di scelte possibili. I marcatori somatici renderebbero così più efficiente e preciso il processo di decisione, al contrario la loro assenza ne ridurrà tali caratteristiche. “La mia idea è che i marcatori somatici assistano il processo di cernita... anzi, essi riducono il bisogno di cernita perché forniscono una rilevazione automatica dei componenti dello scenario che è più probabile siano rilevanti. Dovrebbe risultare così evidente l'associazione tra processi cosiddetti cognitivi e processi chiamati emotivi.”

## L'errore di Cartesio
Rispetto all'idea cartesiana, secondo cui sarebbe il controllo delle tendenze animali attraverso pensiero, ragione e volontà a renderci umani, Damasio critica il concetto di un controllo ottenuto mediante un agente non fisico. Con questo l'autore non è intenzionato a ridurre i fenomeni sociali a fenomeni biologici, ma a stabilire che una comprensione della cultura e della civiltà “richieda tanto la neurobiologia e la biologia generale quanto le metodologie delle scienze sociali.”
L'eccesso di emozioni e pulsioni biologiche potranno sicuramente menomare la qualità del ragionamento, ma in modo equivalente la loro assenza impedirà una sua corretta attività. “Un eccesso di sentimento nella configurazione più ristretta o un difetto di sentimento in quella più allargata possono avere conseguenze disastrose.”